# Nuclídeo primordial
Em geoquímica e física nuclear, nuclídeos primordiais ou isótopos primordiais são os nuclídeos que se encontram na Terra e que existem no seu estado atual desde um período anterior à formação da Terra. Os nuclídeos primordiais são resíduos do Big Bang, de fontes cosmogénicas e de antigas explosões de supernovas que ocorreram antes da formação do Sistema Solar. São conhecidos 288 destes elementos.